# ニコラス・ナバーロ
ニコラス・ガストン・ナバーロ（Nicolás Gastón Navarro, 1985年3月25日 - ）は、アルゼンチン・ブエノスアイレス出身の元サッカー選手。現役時代のポジションはゴールキーパー。

## 経歴
AAアルヘンティノス・ジュニアーズのユース出身であり、2004年から2007年まで同クラブでプレー。2008年にイタリア、セリエAのSSCナポリへ移籍。若手ながら、正GKジェンナーロ・イェッツォの負傷離脱などに伴い、出場機会を増やしている。2009-10シーズンはCAリーベル・プレートへレンタル移籍。2010年7月、古巣のアルヘンティノス・ジュニアーズへ復帰。
2016年1月20日、CAサン・ロレンソ・デ・アルマグロと2年半の契約を交わしたことが発表された。
オスカル・ウスタリらと共に、2005年のFIFAワールドユース選手権では優勝。2008年の北京オリンピック代表には選考漏れしたが、ウスタリの怪我によって追加招集され優勝を経験している。

## タイトル
U-20アルゼンチン代表
- FIFAワールドユース選手権 : 2005

オリンピックアルゼンチン代表
- オリンピックサッカー : 2008